# Falcaranea amatola
Espèce
Falcaranea amatola est une espèce d'araignées aranéomorphes de la famille des Trachelidae.

## Distribution
Cette espèce est endémique d'Afrique du Sud. Elle se rencontre au Cap-Oriental et au KwaZulu-Natal.

## Description
La femelle holotype mesure 3,00 mm et le mâle paratype 3,13 mm.

## Systématique et taxinomie
Cette espèce a été décrite par Haddad et Lyle en 2024.

## Étymologie
Son nom d'espèce lui a été donné en référence au lieu de sa découverte, les monts Amatola.

## Publication originale
- Haddad & Lyle, 2024 : « Three new genera of arboreal dark sac spiders from southern Africa (Araneae: Trachelidae). » Zootaxa, no 5399(5), p. 451-504.